# ادرانی
ادرانی (به لاتین: Adrani}} یک منطقهٔ مسکونی در صربستان است که در Raška District واقع شده‌است.

## خصوصیات
ادرانی ۲٬۱۹۸ نفر جمعیت دارد.